# Wiktor Pożeczewski
Wiktor Ołeksandrowycz Pożeczewski, ukr. Віктор Олександрович Пожечевський, ros. Виктор Александрович Пожечевский, Wiktor Aleksandrowicz Pożeczewski (ur. 4 lutego 1951 w Połtawie, Ukraińska SRR) – ukraiński trener piłkarski. 

## Kariera trenerska
Całe swoją karierę zawodową był związany z Worskłą Połtawa, którą prowadził od lutego 1984 do stycznia 1990; od 23 sierpnia do 8 listopada 1990; od stycznia 1994 do 4 czerwca 1998. W okresie od 1 sierpnia do 7 listopada 1991 również kierował klubem w składzie rady trenerskiej (Hennadij Slusarew, Stanisław Basiuk, Anatolij Diaczenko, Ołeh Krywenko, Serhij Łukasz). W 1998 został zaproszony do Turkmenistanu, gdzie otrzymał propozycję trenować Köpetdag Aszchabad oraz narodową reprezentację Turkmenistanu. Zaprosił do reprezentacji niektórych ukraińskich piłkarzy i z nimi zdobył sukcesy na Igrzyskach Azjatyckich w Tajlandii, klasyfikując się w ósemce najlepszych reprezentacji igrzysk. Potem trenował Köpetdag Aszchabad, z którym zdobył mistrzostwo. W 1999 powrócił na Ukrainę, gdzie w sierpniu został zaproszony na stanowisko głównego trenera Naftowyka Ochtyrka, który prowadził do końca sezonu. Potem pracował w Komitecie Sportowym obwodu połtawskiego. Obecnie jest jego przewodniczącym.

## Sukcesy i odznaczenia

### Sukcesy trenerskie
- wicemistrz Wtoroj Ligi ZSSR: 1988
- mistrz Pierwszej lihi Ukrainy: 1996
- brązowy medalista Mistrzostw Ukrainy: 1997
- mistrz Turkmenistanu: 1998

### Odznaczenia
- tytuł Zasłużonego Trenera Ukrainy: 1997
- tytuł Honorowego Obywatela Połtawy: 2007